# Tammo (Astfala)
Tammo (auch Thankmar; * um 960; † 1037) war ab 994 Graf im sächsischen Hessengau und ab 1013 auch Graf in Astfala und in Flutwidde.
Seine Eltern waren der Graf Dietrich von Sachsen und Fritheruna, Tochter von Pfalzgraf Adalbero, sein Bruder der Bischof Bernward von Hildesheim.
Er war der Vogt der Hildesheimer Kirche. Seit 1001 war er Truchsess Kaiser Ottos III. in Italien. Dort gelang es ihm, von der Burg Paterno aus die aufständischen Römer im Zaum zu halten und dadurch das kaiserliche Ansehen in jenen Gegenden zu befestigen. Am 18. März 1001 erhielt er in Palazzuolo ein Gut von fünf Hufen im Dorfe Leibi (Liubicha, Großlöbichau) im Kirchberger Gebiete (in territoruio Kirihbergensi) in der Grafschaft Eckhards (in comitatu Ekkiharti) zum Geschenk. Am 12. Mai desselben Jahres erhielt er von Otto III. in Ravenna, auf Verwendung des Markgrafen Hugo von Tuszien, eine Hufe (Landgut) in dem fränkischen Ober-Ingelheim geschenkt, welche vorher ein gewisser Bernhard besessen hatte.
1013 übertrug ihm Heinrich II. als Lehen den Gau Astfala, in dem auch Bernwards Klosterstiftung lag. Seine gräfliche Befugnis erstreckte sich hier über die Orte vorwiegend in den heutigen Landkreisen Peine, Wolfenbüttel und Hildesheim. Als Todesjahr gilt 1037. „Als terminus ante quem ergibt sich das Jahr 1037, das Todesjahr des Grafen Tangmar (Tammo)“, schreiben Michael Brandt und Arne Eggebrecht 1993.
Tammos Grafschaft im Gau Flutwidde fiel nach seinem Tod an die Brunonen.